# L'Ordre (film)
Pour les articles homonymes, voir L'Ordre.
Pour plus de détails, voir Fiche technique et Distribution.
L'Ordre est un documentaire français de Jean-Daniel Pollet réalisé en 1973.

## Présentation
Le sociologue franco-suisse Maurice Born (en) (1943-2020), après deux ans d'étude des lépreux, souhaite tourner à Spinalonga (Grèce, Crète, département du Lassithi, au nord d'Agios Nikolaos). Cet îlot, relié à la terre par une digue, face à Elounda, abrite depuis 1575 une forteresse de la république de Venise, devenue turque en 1718. Le gouvernement grec en fait en 1904 le lieu de relégation de ses lépreux, jusqu'en 1957.
Cette dernière léproserie d'Europe abrite de 300 à 400 lépreux, en relative autonomie, jusqu'en 1956, date où les survivants reviennent en structure hospitalière près d'Athènes, parce qu'on sait alors les soigner. Ils ont appris à résister au rejet, à l'abandon, mais restent incapables de revenir au monde. 
Epaminondas Remoundakis (el) (1914-1978), fils d'avocat, devenu lépreux, enfermé pendant 36 ans, et survivant, se fait le porte-parole des lépreux.
Un livre témoigne : Vies et morts d’un Crétois lépreux (2015).

## Fiche technique
- Réalisation : Jean-Daniel Pollet, avec la collaboration de Maurice Born et Malo Aguettant.
- Scénario : Maurice Born.
- Image : Jean-Daniel Pollet.
- Montage : Jean-Daniel Pollet et Maurice Born.
- Durée : 44 minutes

Le film est commandité par les Laboratoires Sandoz.

## Distinctions
- 1975 : Prix de la critique au festival de Grenoble